# Carsten Borchgrevink
Carsten Egeberg Borchgrevink (Christiania, 1864. december 1. – Oslo, 1934. április 21.) norvég-angol származású felfedező, sarkkutató, az Antarktisz-kutatás aranykorának egyik előfutára, amit olyan híres felfedezők képviselnek, mint Robert Falcon Scott, Roald Amundsen és Ernest Shackleton.
Felfedezői pályafutása 1894-ben kezdődött, amikor csatlakozott Henrik Johan Bull norvég bálnavadász expedíciójához, melynek során az egyik első ember volt, aki az Antarktisz szárazföldjére lépett. Az ott szerzett tapasztalatok és a hírnév segítettek neki megszervezni első saját expedícióját, a brit anyagi támogatással létrejött Southern Cross-expedíciót 1898 és 1900 között. Az expedíció során a csapat – a világon elsőként – a teljes telet az antarktiszi szárazföldön töltötte, új rekordot állított fel a 78°50' déli szélesség elérésével, és Sir James Clark Ross óta először eljutott a Ross-selfjéghez (korabeli nevén a Nagy jégfalhoz).
Az expedíció sikereit, köztük a déli szélességi rekordot a közvélemény mérsékelt érdeklődéssel fogadta, ugyanúgy, mint a brit tudományos szervezetek, melyek akkorra már teljes egészében Scott közelgő Nemzeti Antarktisz Expedíciójára összpontosították figyelmüket. Borchgrevink néhány munkatársa nyíltan kritizálta vezetési módszereit, és az expedícióról készített beszámolóit szenzációhajhásznak és megbízhatatlannak nevezte.
Az antarktiszi expedíciót követően Borchgrevink egyike volt annak a három tudósnak, akiket a National Geographic Society tudományos alapítvány 1902-ben a Karib-térségbe küldött, hogy beszámoljon a Mont Pelée tűzhányó kitörésének következményeiről. Ezt követően Kristianiában (korábbi nevén: Christiania, mai nevén: Oslo) telepedett le, és a nyilvánosságtól visszavonulva élt.
Úttörő munkásságát később több országban is hivatalos kitüntetésekkel ismerték el, és 1912-ben Roald Amundsen, a Déli-sark meghódítója is méltatta felfedezői munkásságát. 1930-ban végül a Brit Királyi Földrajzi Társaság is elismerte Borchgrevink sarki felfedezések körében végzett munkáját, és a Patron’s Medal arany érdeméremmel tüntette ki. A Társaság elismerte, hogy korábban nem a jelentőségének megfelelően kezelték a Southern Cross-expedíció eredményeit.

## Gyermek- és ifjúkora (1864–1893)
Carsten Borchgrevink 1864. december 1-jén született Norvégiában, Christiania városban egy norvég ügyvéd, Henrik Christian Borchgrevink és egy angol anya, Annie Ridley gyermekeként. A család az Uranienborg városrészben élt, azon a környéken, ahol Roald Amundsen is felnőtt. Borchgrevink alapfokú és középiskolai tanulmányait a Gjertsens magániskolában végezte, Christianiában, majd 1885 és 1888 között a Szász Királyi Erdészeti Akadémia hallgatója volt Tharandtban, Németországban.
Az erdészeti gyakorlat elvégzése után visszatért Norvégiába, majd 1888-ban, huszonnégy éves korában kivándorolt Ausztráliába. Ahogy Roland Huntford történész fogalmazott, nyughatatlan természete és a kalandok utáni olthatatlan vágya arra indította, hogy szerencsét próbáljon. Négy évig Queensland és Új-Dél-Wales kormányzatának dolgozott földmérőként és geológusként, majd Bowenfels kisvárosban telepedett le, ahol a Cooerwull Akadémián nyelveket és természettudományokat tanított.
Az első Ausztrál Antarktisz-kutatási Bizottság munkájáról szóló sajtóhíradásainak olvastán fordult korábban is meglévő érdeklődése ismét a sarkkutatás felé. Ez az 1886-ban helyi tudósok által alapított szervezet állandó tudományos kutatóállomások létesítésének lehetőségét vizsgálta az antarktiszi régióban. Bár ezek a tervek nem valósultak meg, de a kereskedelmi bálnavadászat 1890-es évek eleji újjáéledése lehetőséget nyújtott Borchgrevinknek arra, hogy 1894-ben csatlakozzon egy norvég Antarktisz-expedícióhoz.

## Henrik Bull bálnavadász-expedíciója (1893–1895)

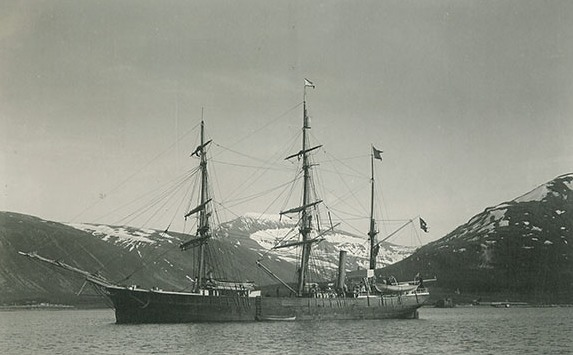
Henrik Bull hajója, az Antarctic

Az expedíciót, amelyhez Borchgrevink csatlakozott, Henrik Bull (1844–1930) norvég üzletember szervezte, aki az 1880-as évek végén – Borchgrevinkhez hasonlóan – Ausztráliában telepedett le. Bull úgy tervezte, hogy egy bálna- és fókavadász-expedíciót indít az antarktiszi vizekre, melynek során tudományos kutatásokat is végeznek. Mivel a Melbourne-i tudományos elit körében nem talált támogatókat az expedíció költségeinek részbeni átvállalására, ezért hazatért Norvégiába, hogy ott keressen támogatókat. Bull Norvégiában találkozott Svend Foyn gazdag vállalkozóval, aki a modern szigonyágyú feltalálásával forradalmasította a bálnavadászatot, és jelentős vagyonra tett szert. Foyn anyagi segítségével megvásárolta a Kap Nor nevű, 226 tonnás, háromárbócos, gőzgéppel felszerelt bark típusú bálnavadász vitorláshajót, amelyet Antarctic névre keresztelt át. A hajó kapitányának a tapasztalt bálnavadászt, Leonard Kristensent fogadta fel, és a legénységgel, valamint egy kis létszámú tudományos csapattal 1893 szeptemberében elhagyta Norvégiát. Amikor Borchgrevink tudomást szerzett arról, hogy a hajó Melbourne-be érkezik, remélte, hogy sikerül az expedícióhoz csatlakoznia. Szerencséjére a Foyn által felvett két természettudós, William Speirs Bruce későbbi sarkkutató és Eivind Astrup az Antarctic kihajózásáig nem tudott Melbourne-be érni. Ez a körülmény megnyitotta a lehetőséget Borchgrevink előtt, akit Bull matrózként és részmunkaidős tudósként felvett a hajó legénységébe.

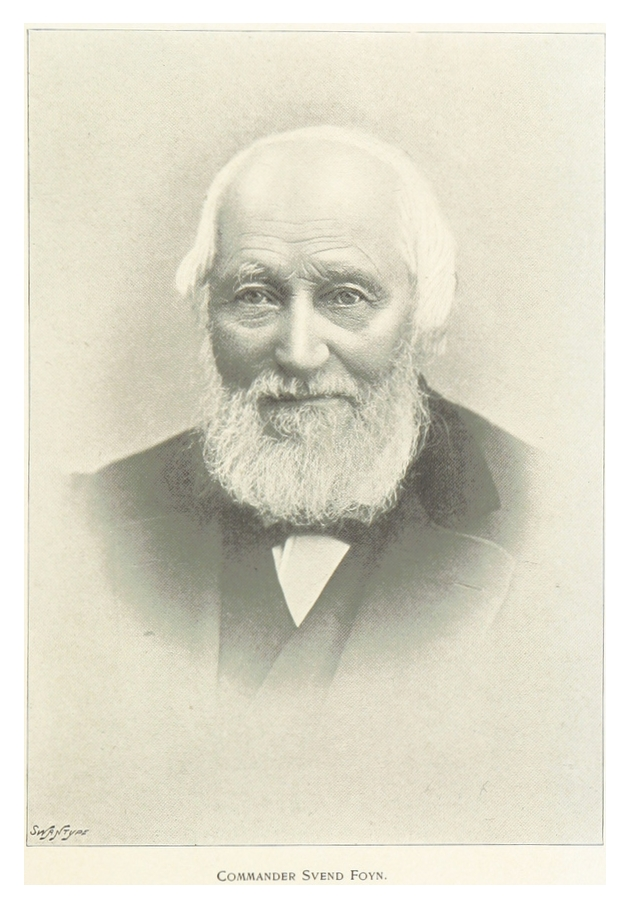
Svend Foyn

Az Antarctic 1894. szeptember 26-án futott ki Melbourne-ből, és Tasmania, a Macquarie-sziget és a Campbell-szigetek érintésével Új-Zélandra, Port Chalmersbe hajózott, ahol a hajó műszaki problémái miatt elvégezték a szükséges javításokat. A kikötőben a hajó legénysége közül kilencen visszaléptek a további utazástól. Bull attól tartva, hogy Foyn meghallva a történteket leállítja az expedíciót, a hajó kifutásáig visszatartotta a híreket. A következő hónapokban a szubantarktiszi szigetek körül végzett fókavadászat kifejezetten sikeres volt, azonban bálnákat nem találtak a térségben. Mivel az expedíció kifejezett célját – Foyn elvárásai szerint – a simabálnák vadászata képezte, ezért tovább haladtak dél felé, olyan területekre, ahol korábbi expedíciók bálnák jelenlétéről számoltak be. Dél felé haladva a zajló jégen keresztül elérték a Ross-tengert, és 1895. január 18-án partra szálltak a Possession-szigeten, ahol James Clark Ross 1841-ben kitűzte a brit lobogót. A szigeten Bull és Borchgrevink egy tartályban üzenetet hagytak partra szállásuk bizonyítékául. Borchgrevink a szigeten zuzmókat talált, amelyek a déli sarkkörön túl felfedezett első növények voltak.
1895. január 24-én a hajó elérte az antarktiszi szárazföld partvonalát, a Viktória-föld északi nyúlványát, az Adare-fokot. Ross 1841-es expedíciója nem tudott itt partra szállni, azonban most a körülmények kedvezőek voltak ahhoz, hogy egy csónakot vízre bocsássanak. Bull, Kristensen, Borchgrevink négy másik társukkal partra szálltak az Adare-foknál. Állításuk szerint ez volt az első alkalom, hogy ember az Antarktisz szárazföldjére lépett. Az elsőség kérdése több szempontból is vitatott volt. Bizonyos források szerint valószínűleg már sokkal korábban, 1821-ben John Davis és Andrew McFarlane partra szálltak az Antarktiszi-félszigeten és Mercator Cooper a Ross-tengeren. A csapat tagjai között sem volt egyetértés abban a tekintetben, hogy a csónakból ki lépett elsőként a szárazföldre; Kristensen, Borchgrevink és Alexander von Tunzelmann matróz is azt állította, hogy ő volt az első. Ettől függetlenül az kétségtelenül kijelenthető, hogy ez volt az első egyértelműen dokumentált és bizonyított partraszállás az antarktiszi szárazföldön.
A partraszállást követően a csapat egy póznát állított, a tetején egy dobozzal, melyre felírták a hajó nevét, a dátumot, és ráfestették a norvég zászlót. Borchgrevink eközben a parton kőzetmintákat és további zuzmópéldányokat gyűjtött, amelyek iránt utóbb nagy tudományos érdeklődés mutatkozott, mivel korábban vitatták, hogy növényzet ilyen déli területeken, az antarktiszi körülmények között meg tud élni. Emellett részletesen feltérképezte a partszakaszt abból a szempontból, hogy ott egy jövőbeli expedíció számára milyen lehetőségek vannak egy téli szállás kialakítására. Amikor az Antarctic március 12-én Melbourne-be ért, Bull és Borchgrevink elhagyták a hajót, és egy új antarktiszi expedícióhoz próbáltak forrásokat szerezni, azonban egyikük sem járt sikerrel. A két férfi között közben megromlott a viszony, mivel mindketten saját szerepüket hangsúlyozták az expedíció eredményei tekintetében, anélkül, hogy a másik tevékenységét elismerték volna.
Bár az expedíció sok tekintetben előfutára volt a későbbi déli-sarki vállalkozásoknak, azonban gazdasági szempontból – a várakozásokkal szemben – nem volt sikeres. Ezt a kettősséget jól szemlélteti Bull The Cruise of the Antarctic című könyvében megfogalmazott értékelése is: „Elsőként lépni az antarktiszi szárazföldre egyszerre volt különös és felemelő, azonban nem kétséges, hogy Foyn úr ezt a szenzációs érzést, ami úrrá lett rajtunk, gondolkodás nélkül elcserélte volna egy kisebb méretű simabálnára.”

## A saját expedíció előkészületei (1895–1898)

### Nemzetközi Földrajzi Kongresszus (1895)

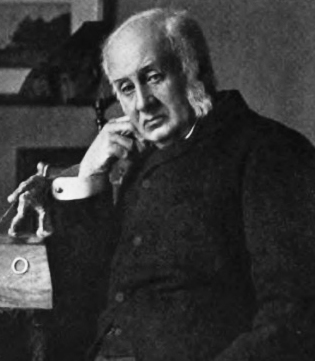
Sir Clements Markham

Borchgrevink az expedíciót követően Londonba utazott, hogy a Királyi Földrajzi Társaság által szervezett VI. Nemzetközi Földrajzi Kongresszuson ismertesse expedíciós terveit. A kongresszuson 1895. augusztus 1-jén beszédet tartott, melyben beszámolt az Adare-fokon szerzett tapasztalatairól, és kiemelte, hogy ez a helyszín alkalmas lehet egy tudományos expedíció téli szállásának kiépítésére, ahol lehetőség van arra, hogy egy csapat a teljes telet az antarktiszi szárazföldön töltse. A helyszínt úgy írta le, hogy az alkalmas a házak, sátrak és felszerelések biztonságos elhelyezésére, és azt tapasztalta, hogy ezen a ponton a „a déli sarkkör féktelen erői nem mutatják meg hatalmuk teljes súlyát”. Utalt arra is, hogy a kontinens belső területei könnyen megközelíthetők az adott partvidékről. Beszédét azzal zárta, hogy hajlandó lenne maga vezetni a felvázolt expedíciót.
Hugh Robert Mill, a Királyi Földrajzi Társaság titkára, aki jelen volt a kongresszuson, a következőképpen számolt be Borchgrevink beszédének fogadtatásáról: „Nyers modora és egyszerű beszéde a realizmus friss szellőjeként hatott a tudományos megbeszélésekre. Bár akkoriban senkinek sem tetszett Borchgrevink személye igazán, azonban dinamizmusa és az a törekvése, hogy ismét eljusson az ismeretlen déli vidékekre, néhányunkat rádöbbentett, hogy jól látja a felfedezések jövőjét.” A kongresszus azonban nem támogatta Borchgrevink ötleteit. Ehelyett egy általános állásfoglalást fogadott el az Antarktisz felfedezésének támogatására, azzal a céllal, hogy „a világ különböző tudományos társaságainak a számukra leghatékonyabbnak tűnő eszközökkel ösztönözniük kell, hogy ezt a munkát a század vége előtt elvégezzék”.

### Támogatók keresése

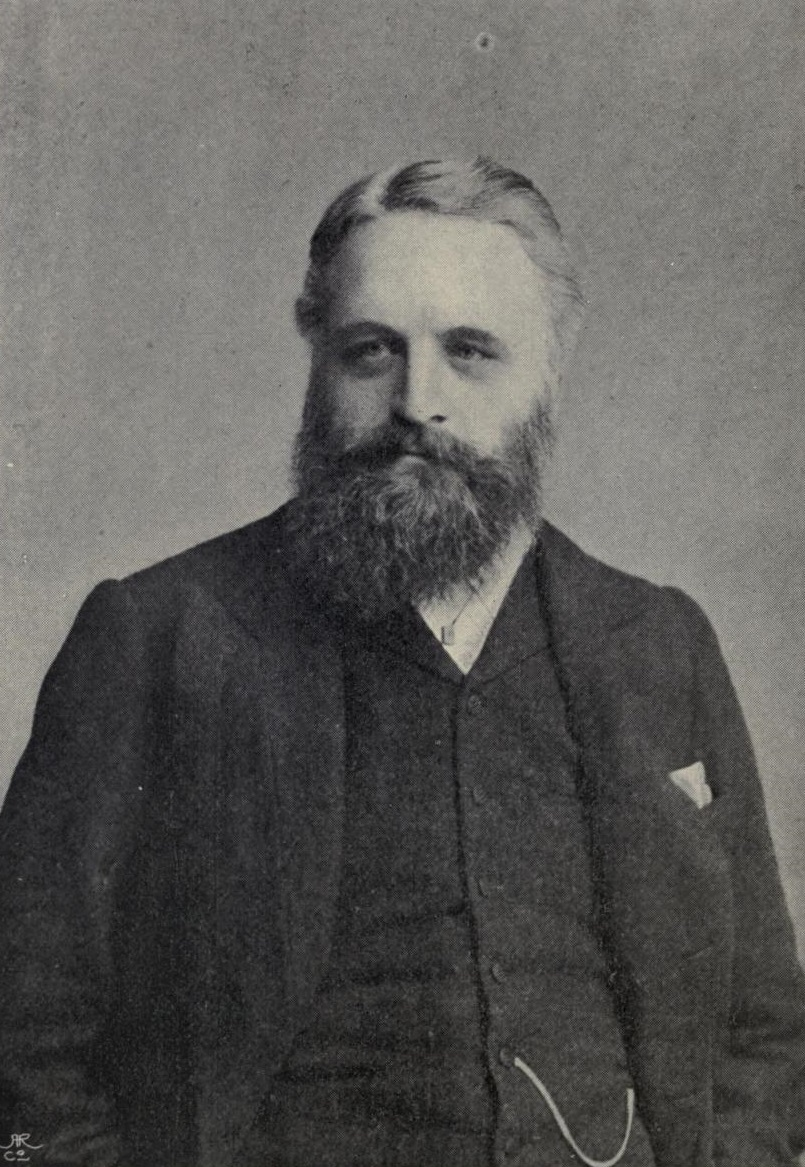
Sir George Newnes

A következő két évben Borchgrevink Európában és Ausztráliában próbált támogatókat szerezni a tervezett expedíciójához, azonban nem járt sikerrel. Ebben az időszakban tárgyalásokat folytatott a lehetséges együttműködésről William Speirs Bruce-szal, aki szintén saját antarktiszi expedícióját szervezte. A tárgyalások akkor szakadtak meg, amikor Borchgrevink tudomást szerzett róla, hogy Bruce Henrik Bull-lal is tárgyalásokat folytat, akivel korábban minden kapcsolatot megszakított.
Közben arról is tudomást szerzett, hogy a Királyi Földrajzi Társaság már 1893 óta saját Antarktisz-expedíciójának előkészületeivel foglalkozik. A Társaság elnöke, Sir Clements Markham hatására ez a tervezett expedíció nem csupán tudományos kutatási célt szolgált volna, hanem ezzel kívánták helyreállítani a Brit Királyi Haditengerészet sarki felfedezések területén elért korábbi dicsőségét. Ezek a tervek végül a Robert Falcon Scott által vezetett Nemzeti Antarktiszi Expedícióban öltöttek testet, amely sokkal inkább felkeltette a tanult társadalom érdeklődését, mint Borchgrevink jóval szerényebb tervei. Markham hevesen ellenzett minden olyan magánvállalkozás keretében tervezett expedíciót, amely forrásokat vonhatott el a Társaság által támogatott tervek finanszírozásától. Borchgrevink a következőképpen fogalmazta meg a finanszírozás megszerzése során tapasztalt nehézségeket: „Egy meredek hegyre kellett az antarktiszi sziklámat felgörgetnem.”

### Sir George Newnes támogatása
A támogatók keresése során Borchgrevink találkozott Sir George Newnesszel, az egyik vezető brit lap- és könyvkiadó tulajdonosával és a mozi úttörőjével, akinek érdekeltségébe olyan magazinok tartoztak, mint a Westminster Gazette, a Tit-Bits, a Country Life és a Strand Magazin. Ebben az időben nem volt szokatlan, hogy a kiadók támogatják a felfedezéseket; Newnes nagy riválisa, Alfred Harmsworth (később Lord Northcliffe) pont abban az időben finanszírozta Frederick George Jackson Ferenc József-földre vezetett expedícióját, és ígéretet tett a Nemzeti Antarktiszi Expedíció anyagi támogatására is. Newnest annyira lenyűgözték Borchgrevink tervei, hogy átvállalta az expedíció teljes költségét, mintegy 40 000 £ összeget. Ez a nagylelkűség felbőszítette a saját brit expedícióhoz szintén forrást gyűjtő Sir Clements Markhamet, aki Borchgrevinket egy „nincstelen norvég senkinek” tartotta, aki olyan brit pénzt szerzett meg, amely a Társaság által támogatott expedíciót illette volna meg. Markham mindvégig fenntartotta Borchgrevink iránti ellenséges hozzáállását és megvetését. Hugh Robert Millt, a Királyi Földrajzi Társaság titkárát is megbüntette azért, mert az részt vett az expedíció indulását megelőző fogadáson.
Newnes kikötötte, hogy az expedíciónak brit zászló alatt kell hajóznia, „Brit Antarktiszi Expedíció” néven. Ténylegesen azonban a 30 fős legénységből csupán két brit, egy ausztrál és egy svéd volt a hajón, a többiek mind norvégok voltak. Ennek ellenére Borchgrevink lépéseket tett az expedíció brit karakterének hangsúlyozására. Az expedíciós hajóra York hercegének személyes ajándékaként kapott birodalmi lobogót vonták fel, és 500 kisméretű brit birodalmi lobogóval felszerelt bambuszpálcát is magával vitt az útra – mint mondta – azzal a szándékkal, hogy „felmérje és kiterjessze a Brit Birodalom területét”.

## A Southern Cross-expedíció (1898–1900)

### Előkészületek

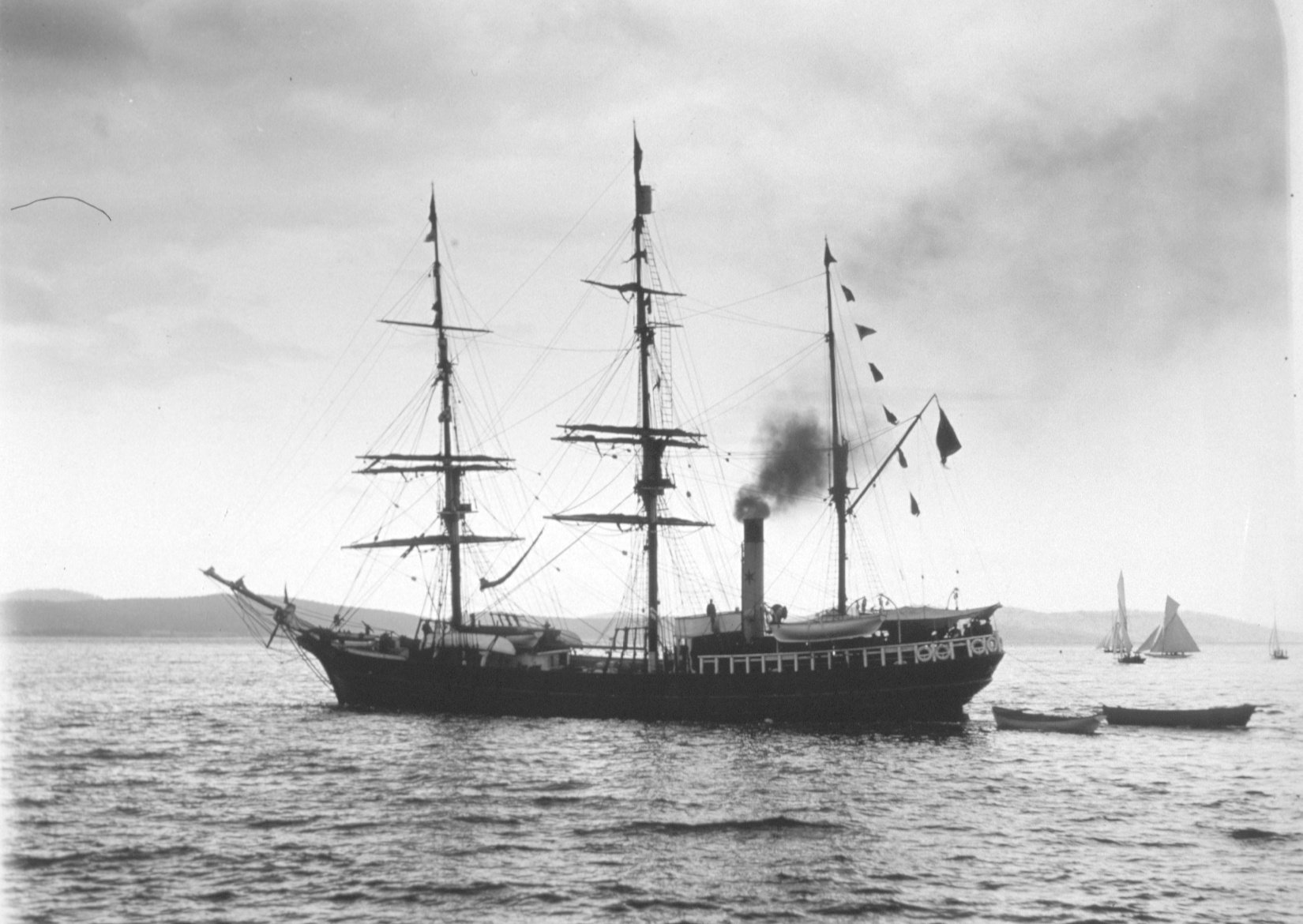
A Southern Cross, Borchgrevink expedíciós hajója

Az expedíció céljaira Borchgrevink 1897-ben megvásárolta a Pollux nevű bálnavadászhajót, amelyet 1886-ban építettek Norvégiában a neves hajóépítő, Colin Archer tervei alapján. A hajót Borchgrevink Southern Cross (magyarul: Dél Keresztje) névre keresztelte át. A Southern Cross 520 bruttó regisztertonnás, 45 méter (146 láb) hosszú, háromárbócos, gőzgéppel felszerelt, bark típusú hajó volt, amelyet a megvásárlást követően Larvikban, Archer műhelyében Borchgrevink igényeinek megfelelően felkészítettek az antarktiszi útra.
A legénység két csoportból állt. A tízfős szárazföldi csapatba Borchgrevink, öt tudós, egy orvos, egy szakács és két kutyakiképző tartozott. A tudósok közt volt Louis Bernacchi és William Colbeck, akik később Scott Discovery-expedíciójában is részt vettek, valamint Nicolai Hanson, Hugh Blackwell Evans és Anton Fougner. Az expedíció orvosa dr. Herlof Klövstad, a szakács Kolbein Ellifsen, a két számi kutyakiképző pedig Per Savio és Ole Must volt. A hajón maradó legénységet Bernard Jensen kapitány vezette, aki Borchgrevinkkel együtt részt vett Bull Antarctica-expedícióján és komoly tapasztalattal rendelkezett a sarkvidéki hajózás területén. A legénység többi tagja – egy svéd inast leszámítva – mind norvég volt. 

### Adare-fok

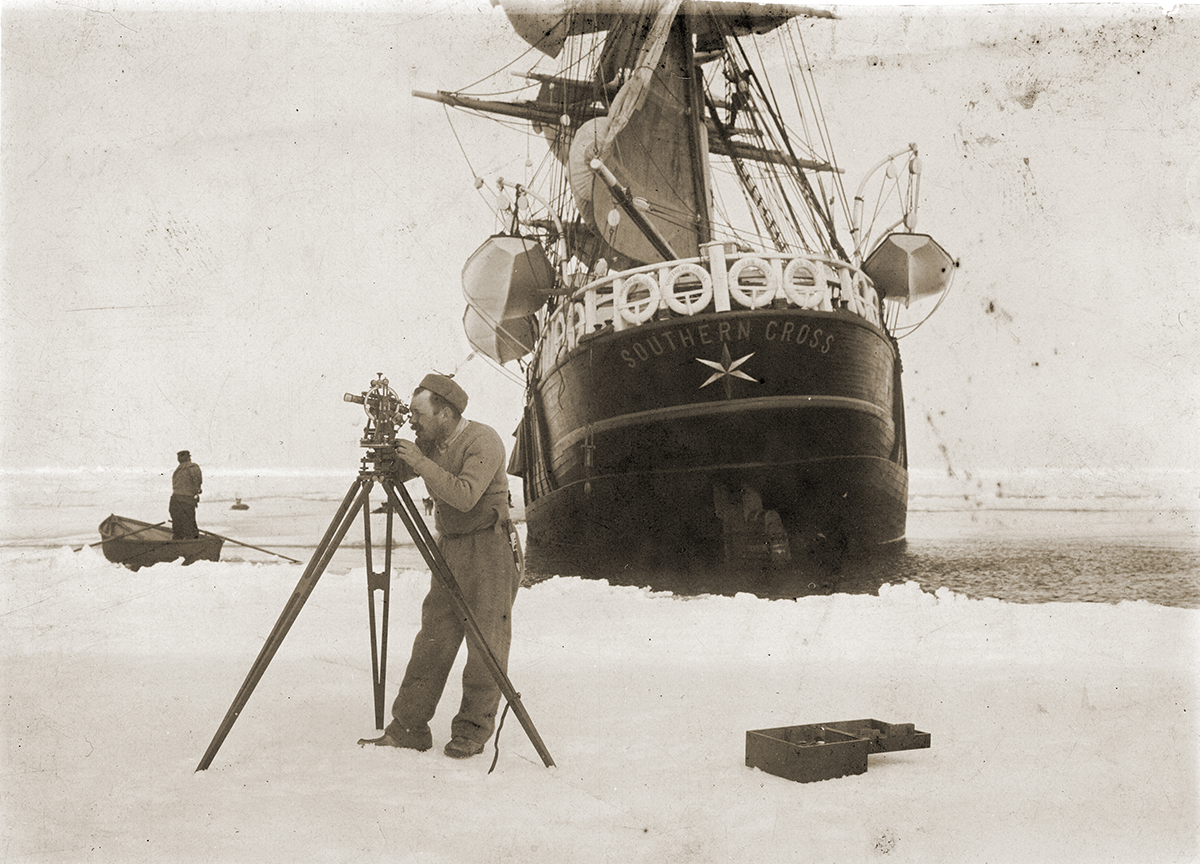
Borchgrevink munka közben

A Southern Cross 1898. augusztus 22-én futott ki Londonból, miután felvonták a brit birodalmi lobogót, amelyet a yorki herceg (a későbbi V. György király) ajándékozott Borchgrevinknek. A hajón – elsőként az antarktiszi expedíciók során – kilencven szibériai szánhúzó kutyát is magukkal vittek.
A tasmaniai Hobartban feltöltötték a készleteket, majd az Antarktisz felé hajózva 1899. január 23-án átlépték a déli sarkkört. A zajló jégen keresztültörve végül 1899. február 17-én a Southern Cross lehorgonyzott az Adare-foknál, a part közelében. A következő két hét a felszerelések és eszközök partra szállításával telt. A parton két, előre gyártott elemekből készült kunyhót építettek: egy személyzeti szállást és egy raktárhelyiséget. Ezek voltak az első, ember által alkotott építmények az antarktiszi szárazföldön. A maradék anyagokból és szállítóládákból egy harmadik, meteorológiai megfigyelésekre használt építményt és a kutyák számára kennelt építettek. Miután 1899. március 2-án befejezték a téli szállás kialakítását, Borchgrevink – anyja tiszteletére – Camp Ridley névre keresztelte a tábort. A Southern Cross még aznap elhajózott Ausztrália felé.
Az antarktiszi nyár fennmaradó néhány hetében a csapat tagjai a kutyákkal és szánokkal való közlekedést gyakorolták a tenger befagyott jegén, a Robertson-öbölben, felderítették a partszakaszt, mintákat gyűjtöttek, valamint fókákra és pingvinekre vadásztak, hogy kiegészítsék élelmiszerkészleteiket. A napok egyre rövidültek, és a sarkvidéki tél közeledtével egyre ritkábbak lettek a kültéri tevékenységek.

### Antarktiszi tél
1899. május 15-én végül a nap utolsó sugarai is eltűntek, és egészen július 27-ig vissza sem tértek. Ezzel beköszöntött a teljes sötétség időszaka. Az orkán erejű szél- és hóviharok hevesen rázták a kunyhókat, a meteorológiai megfigyelőponton a szélmérőt pedig letépték a tengelyéről. A pár száz méterre lévő meteorológiai megfigyelőpont megközelítése is jelentős nehézségekbe ütközött, többen a műszerek leolvasása során fagyási sérüléseket szenvedtek. A mindennapi munka helyét átvette az olvasás, a sakkozás és a kártyázás. A monotonitás és a tétlenség miatt többen a depresszió tüneteivel küzdöttek. Ahogy Borchgrevink fogalmazott, a legnagyobb megpróbáltatás az expedíció során a sötétség időszakának az elviselése volt.

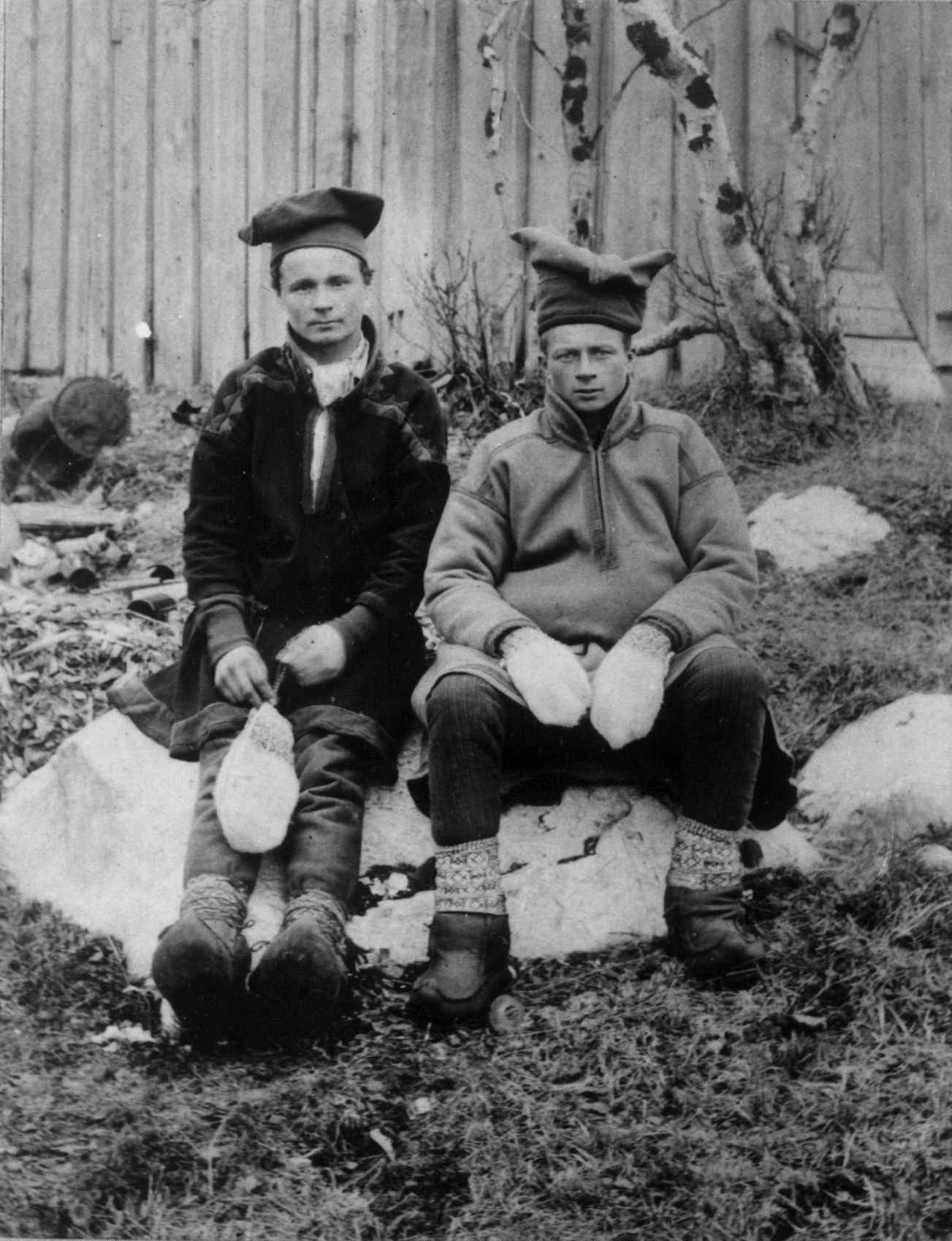
A két számi: Ole Must és Per Savio

A bezártságnak ebben az időszakában mutatkoztak meg leginkább Borchgrevink vezetői hiányosságai, amit Bernacchi úgy fogalmazott meg, hogy elfogadott hierarchia hiányában a „demokratikus anarchia” állapota volt az uralkodó, „kosszal, rendetlenséggel és tétlenséggel”. További problémát jelentett Borchgrevink tudományos képzettségének hiánya, melynek ellenére a csapatba tartozó tudósok az egész tél folyamán fenntartották a tudományos mérések folyamatosságát.

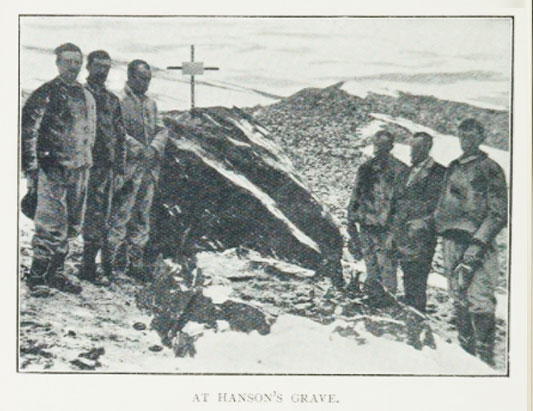
Nikolai Hanson sírjánál

Ebben az időszakban több, majdnem végzetes kimenetelű baleset is történt. Az egyik hálóhelyen égve hagyott gyertya tüzet okozott a kunyhóban, és mire a lángokat sikerült megfékezni, jelentős károkat okozott. Később az expedíció három tagja alvás közben kis híján füstmérgezést kapott a széntüzelésű kályhában égve maradt tűztől; szerencséjükre Bernacchinak időben sikerült a kunyhó ajtaját kinyitni és a szabad levegőt beengedni. Majd az egyik számi egy gleccserszakadékba zuhant, azonban a nála lévő kés segítségével sikerült kapaszkodókat vágnia a jégbe, és így kijutott a mély jégveremből.
A szerencsés megmeneküléseket követően végül bekövetkezett a tragédia. A tél során Nicolai Hanson, a csapat zoológusa megbetegedett, és miután nem reagált a kezelésekre, 1899. október 14-én elhunyt. Hamvait a tábor közelében temették el, melynek során a sír helyét dinamittal kellett a kemény, fagyott talajból kirobbantani. Hanson volt az első ember, akit az antarktiszi kontinensen temettek el. Sírja még ma is áll, és az Antarktisz kiemelkedő történelmi helyei és emlékművei közé tartozik.
Amikor a sarki tél véget ért és a felfedező tevékenységek lehetővé váltak, Borchgrevink feltételezéseiről, mely szerint a táborhelyről a kontinens belső területei könnyen megközelíthetők, bebizonyosodott, hogy tévesek voltak. Az Adare-fokot övező gleccserekkel borított hegylánc lehetetlenné tette a belső területek felé történő átkelést, és a felfedező tevékenységet a fok közvetlen szomszédságában lévő területekre korlátozta. Ettől függetlenül Borchgrevink alapvető expedíciós tervét, az antarktiszi szárazföldön való áttelelést és a tudományos méréseket, megfigyeléseket megvalósította. Emellett felfedezett egy apró szigetet, amelyet az expedíció támogatójáról York hercege-szigetnek keresztelt el.
1900. január 28-án a Southern Cross visszatért az Adare-fokra. Kora reggel, amikor a tábor lakói még aludtak, Jensen kapitány belépett a kunyhóba, a magával hozott postazsákot az asztalra dobta, és elkiáltotta magát: „Posta!”

### A Ross-tenger felderítése

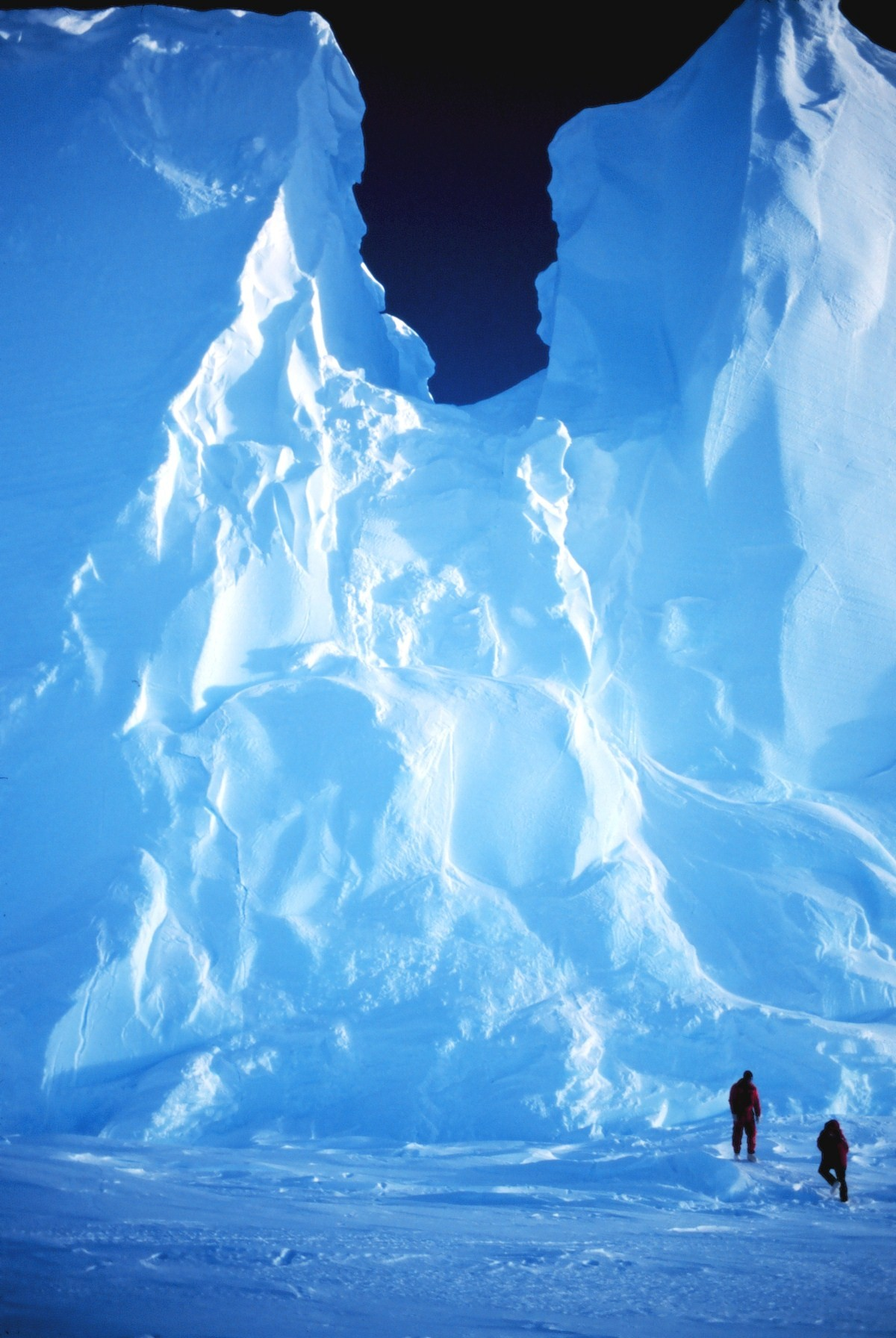
A Ross-selfjég a Bálna-öbölnél

A Southern Cross visszatérését követően a parti csapat sietősen tábort bontott (a táborban hagyva több mint egy évre elégséges tüzelőanyagot, ellátmányt és eszközöket), meglátogatta Hanson sírját, és a hajó február 2-án elhagyta az Adare-fok térségét. Ezt követően a Possession-szigetre hajóztak, ahol 1895-ben Bull és Borchgrevink partra szállt, majd dél felé vették az irányt, a Viktória-föld partvonalát követve. Útközben több szigetet is felfedeztek, melyek közül az egyiket Borchgrevink Sir Clements Markhamről nevezte el. Ez a gesztus sem változtatta azonban meg Markham Borchgrevinkkel szemben táplált ellenszenvét. A hajó tovább haladt a Ross-szigetre, hogy megfigyeljék a Mount Erebus vulkánt és partra szálljanak a Crozier-foknál, a Mount Terror hegy lábánál. Borchgrevink és Jensen kapitány a Crozier-foknál partra szállt egy keskeny törmelék-partsávon, hogy kőzetmintákat gyűjtsön. Ekkor a Mount Terror gleccserköpenyéből egy nagy, többtonnás jégdarab letört, és a szökőár végigsöpört a partszakaszon, ahol tartózkodtak. A két ember csak nagy szerencsével, egy sziklába kapaszkodva élte túl a fejük felett átgázoló hullámokat.
Ezután James Clark Ross hatvan évvel korábbi útvonalát követve kelet felé haladtak a Ross-selfjég mellett, ahol Ross óta senki sem járt. A selfjég szélén egy keskeny öblöt találtak, amelyet Shackleton később a „Bálnák öblének” nevezett el, ahova behajózva egy olyan területre leltek, amely a lejtése alapján alkalmasnak mutatkozott arra, hogy a selfjégen partra szálljanak. Végül 1900. február 16-án Borchgrevink, William Colbeck és a számi kutyavezető, Per Savio – elsőként – partra szállt a selfjégen, és kutyákkal és szánokkal 10 mérföldet (16 kilométert) haladtak dél felé, mellyel új rekordot állítottak fel a 78°50' déli szélesség elérésével. Azzal, hogy Borchgrevink elsőként utat talált a Ross-selfjég felszínére, kivívta Amundsen elismerését: „El kell hogy ismerjük, hogy azzal, hogy Borchgrevink feljutott a Nagy jégfal tetejére, megnyitotta az utat dél felé, és elhárította a legnagyobb akadályt a későbbi expedíciók elől.” Tíz évvel később ugyanazon a helyen hozta létre Amundsen a „Framheim” alaptábort, ahonnan végül meghódította a Déli-sarkot.
Észak felé haladva a Southern Cross megállt a Franklin-szigeten, ahol mágnességi méréseket végeztek. Ezek a mérések összevetve az Adare-foki mérésekkel azt támasztották alá, hogy a déli mágneses pólus ténylegesen a Viktória-föld belső területein van, azonban a korábban feltételezett helytől északnyugatra. Az expedíciós csapat ezt követően hazafelé vette az irányt, és 1900. április 1-én kikötöttek Új-Zélandon. Borchgrevink az Australia gőzhajó fedélzetén június elején tért vissza Nagy-Britanniába.

### Az expedíció fogadtatása

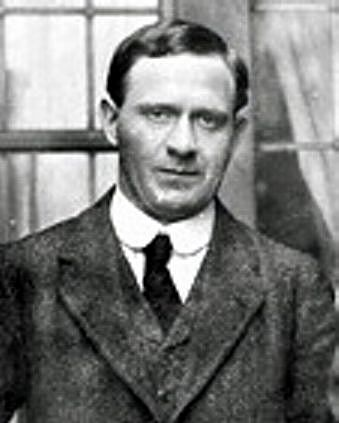
Louis Bernacchi (1910)

Borchgrevink hazatérését követően az expedíció fogadtatása meglehetősen hűvös volt. A brit közérdeklődés figyelmét a Dél-Afrikában folyó búr háború, a kínai bokszerlázadás és a tervezett nemzeti expedíció kötötte le, melynek a parancsnokává épp akkor nevezték ki Robert Falcon Scottot. Borchgrevink expedíciója, amelyet csak nevében tartottak britnek, nem kapott kiemelt figyelmet tudományos körökben sem. A Southern Cross-expedíció kétségtelen eredményei ellenére a Sir Clemets Markham irányítása alatt álló tudományos körökben továbbra is nehezteltek Borchgrevinkre, hogy elfogadta Newnes támogatását. Borchgrevink hitelességét és elfogadottságát nem segítette elő a Newnes lapjaiban megjelent cikkeinek nagyképű hangvétele sem.

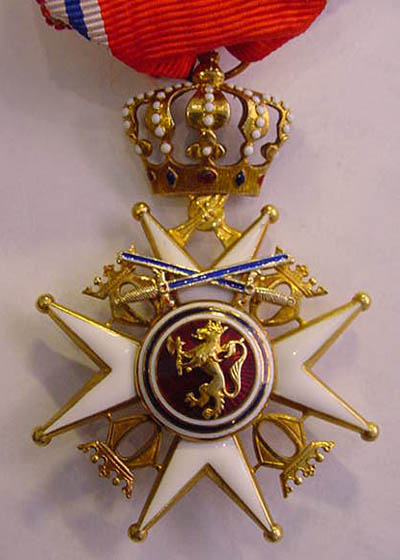
Szent Olaf-rendjel, karddal

Szintén számos kritika érte a rohamtempóban megírt és 1901-ben megjelent expedíciós beszámolót, a First on the Antarctic Continentet újságírói stílusa és kérkedő megfogalmazása miatt. Ezt követően Borchgrevink egy előadói körutat tett Angliában és Skóciában, ahol a Skót Királyi Földrajzi Társaság tagjává választották, majd 1902-ben, amerikai előadói körútja során az Amerikai Földrajzi Társaság tagságát is elnyerte. Nem sokkal később megjelent Bernacchi To the South Polar Regions című könyve is, amelyben beszámolt az expedícióval kapcsolatos tapasztalatairól.
A kritikák ellenére Borchgrevink nagy sikerként tekintett az expedícióra. Az általa felderített területet „aranybányaként” írta le, ahol mérhetetlen bőségben találhatók halak, fókák, madarak és értékes fémeket tartalmazó „kvarckristályok”. Könyvében részletesen felsorolta az expedíció fő eredményeit, melyeket a következőkben jelölt meg: annak bizonyítása, hogy a Viktória-földön át lehet telelni; egy éven keresztül tartó folyamatos meteorológiai és mágnességi megfigyelések; a déli mágneses pólus jelenlegi helyzetének meghatározása; új fajok, rovarok felfedezése, a sekélyvízi élővilág tanulmányozása; a partvidék feltérképezése és új szigetek felfedezése; az első partraszállás a Ross-szigeten; a Nagy jégfal felmérése; új déli rekord felállítása a 78°50’ déli szélességi fok elérésével.
Későbbi értékelések rámutattak, hogy a Adare-fokon kiválasztott téli szállás a hely fekvése miatt lehetetlenné tette az Antarktisz belső területeinek elérését és komolyabb felfedezését.
Az expedíció tudományos eredményei elmaradtak a várakozásoktól, részben Nikolai Hanson természettudományi feljegyzéseinek eltűnése miatt. Mivel Borchgrevinket felelősnek tartották a feljegyzések és a Hanson által gyűjtött leletek elvesztéséért, később komoly vitába került Hanson munkáltatójával, a londoni British Museummal.
A visszatérést követő években Borchgrevinket elismerésben részesítette az Amerikai Földrajzi Társaság, Norvégiában a Szent Olaf-rend lovagkeresztjével, Dániában pedig a Dannebrog-rend lovagkeresztjével tüntették ki. Később Ausztriában is kitüntetéssel ismerték el érdemeit. Angliában azonban hosszú éveken keresztül teljes mértékben figyelmen kívül hagyták az expedíció eredményeit, annak ellenére, hogy Hugh Robert Mill azt egy, a későbbi expedíciós munkák szempontjából fontos, „kitűnő, úttörő jellegű munkának” minősítette. David Crane történész később rámutatott, hogy véleménye szerint, ha Borchgrevink a brit haditengerészet tisztje lett volna, Angliában sokkal komolyabban vették volna eredményeit.

## Az expedíció utáni évek

### A Mont Pelée tűzhányó-katasztrófa vizsgálata

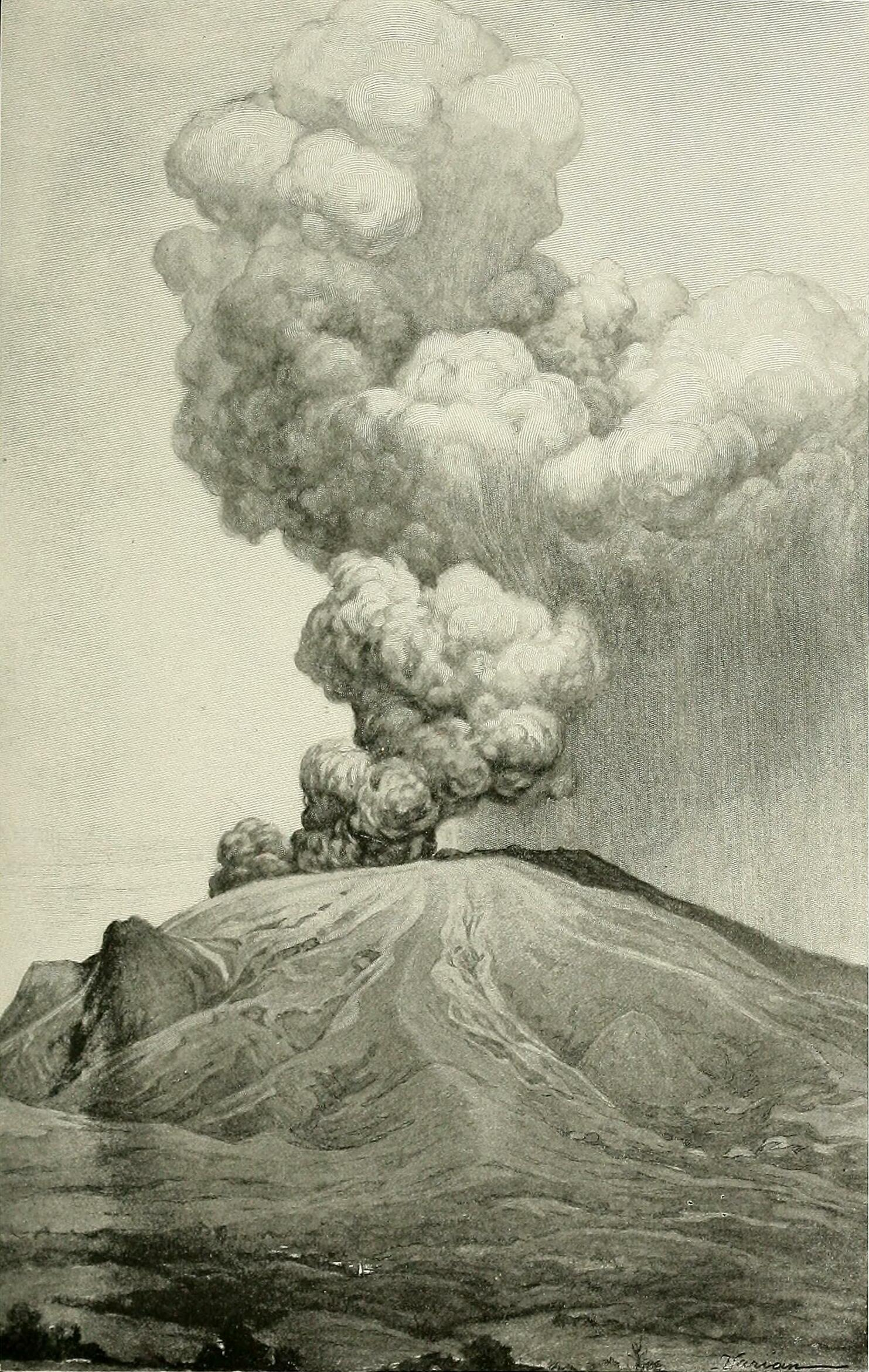
A Mont Pelée vulkán kitörése (1902)

A karibi Martinique szigetén található Mont Pelée vulkán 1902. május 8-i kitörése pár perc alatt elpusztította a sziget akkori legnagyobb városát, Saint-Pierre-t. A közel 30 000 áldozatot szedő katasztrófa következményeinek felmérésére a National Geographic Society (Nemzeti Földrajzi Társaság) 1902 nyarán egy háromfős tudóscsoportot kért fel, melynek Borchgrevink is tagja volt. Borchgrevink és társai júniusban, a vulkáni tevékenység elmúltával érkeztek a szigetre, a vulkánt „tökéletesen csendesnek” írták le, és úgy találták, hogy a sziget lakói már megnyugodtak a pánikot követően. Ugyanakkor úgy vélték, hogy Saint-Pierre-t nem fogják ismét benépesíteni az emberek. A beszámolók szerint, amikor a csoport a hegy lábánál végzett vizsgálatokat, egy területen, ahol épp áthaladtak, egy gőzsugár tört ki a földből, amely akár valamennyiük életét kiolthatta volna. Hazatérve, Borchgrevink Washingtonban számolt be tapasztalataikról a Nemzeti Földrajzi Társaságnak.

### Visszavonulás a magánéletbe
Washingtonból hazatérve Borchgrevink gyakorlatilag visszavonult a közszerepléstől, és családjával Kristiania Slemdal városrészébe költözött. Feleségétől, Constance Prior Standentől – akit 1896. szeptember 7-én vett feleségül – négy gyermeke született: Ridley Borchgrevink (1898), Sybil Joyce Constance Borchgrevink (1899), Erik Christian Borchgrevink (1901) és Elisabeth Prior Borchgrevink (1908). Borchgrevink elsősorban a sportnak és az irodalmi tevékenységnek szentelte idejét, melynek eredményeként kiadta a The Game of Norway című könyvét.

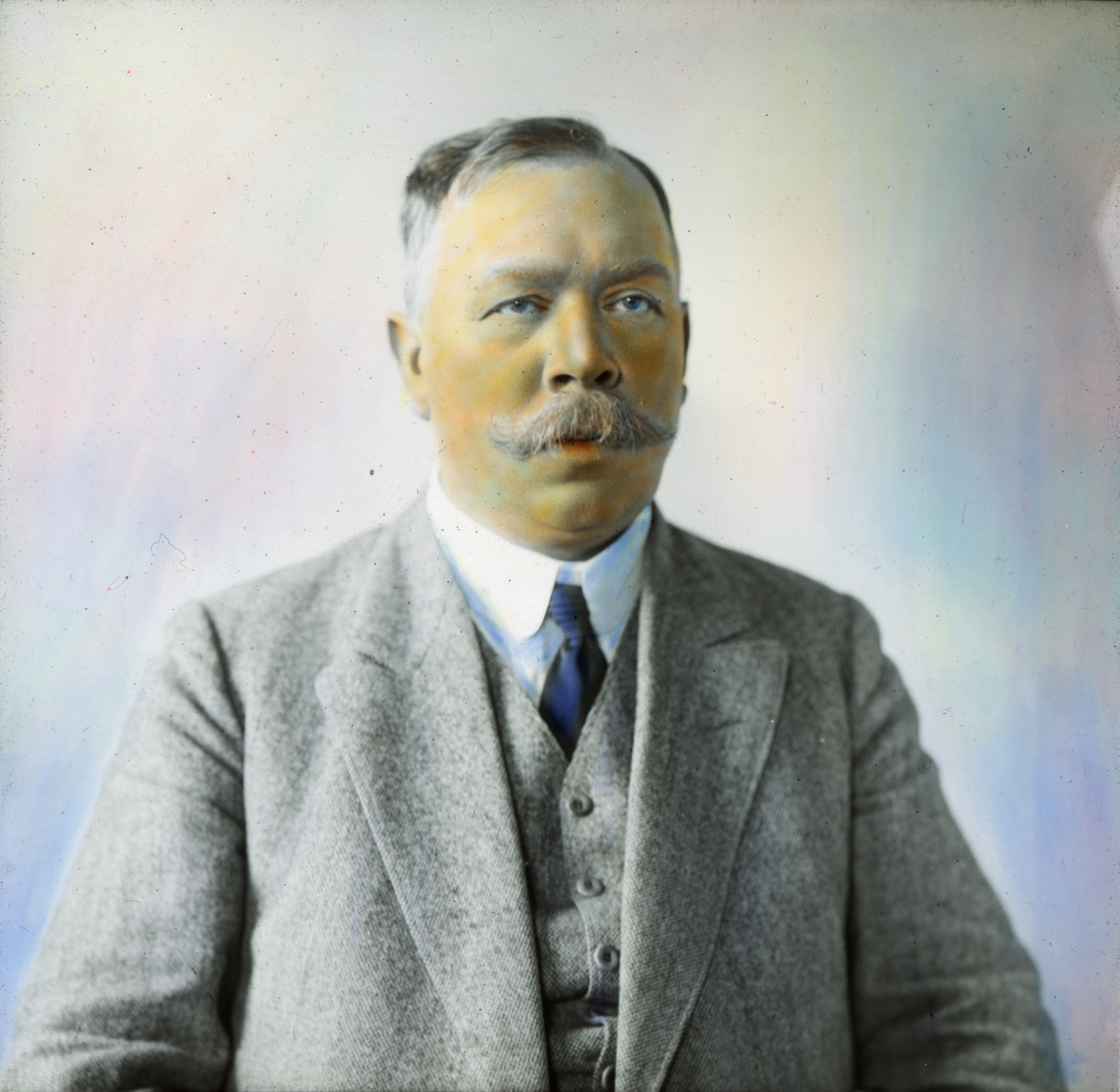
Borchgrevink időskorában

Két alkalommal úgy tűnt, hogy visszatérhet az Antarktiszra, azonban mind az amerikai Nemzeti Földrajzi Egyesülettel, mind egy német szervezésű expedícióval kapcsolatos javaslatai és tárgyalásai eredménytelenek maradtak. Keserűségét növelte, hogy a norvég kormányzat a sarkkutatás szakértőjeként nem vette igénybe szolgálatait. Noha elkerülte a rivaldafényt, továbbra is megőrizte érdeklődését az antarktiszi felfedezések iránt, és a Terra Nova kifutása előtt, 1910 júniusában felkereste Scottot is. Miután Scott tragédiájáról az első hírek eljutottak a nyilvánossághoz, Borchgrevink a The New York Times hasábjain a következőképpen méltatta pályatársát: „Ő volt a legjobb az expedíciók megszervezésének és a déli-sarki kontinens módszeres kutatásának területén.”
Norvégiában a sarkkutatás vezető személyiségei eltérően ítélték meg Borchgrevink teljesítményét: míg Roald Amundsen régóta barátja és támogatója volt, és elismeréssel szólt eredményeiről, addig Fridtjof Nansen – Scott elmondása szerint – „szörnyű csalóként” beszélt róla. Amundsen 1912-ben, a Déli-sark meghódítása után a legnagyobb tisztelettel szólt Borchgrevink úttörő munkájáról, külön kiemelve, hogy – bár korábban lehetetlennek tartották – utat talált a Nagy jégfal tetejére.
Borchgrevink késői éveiben csöndben, a nyilvánosságtól visszavonulva élt. 1929-ben a Storting, a norvég törvényhozás 3000 norvég korona nyugdíjat ítélt meg számára. Végül, 1930-ban – felesége és pártfogói közbenjárására – a londoni Királyi Földrajzi Társaság a Patron’s Medal érdeméremmel tüntette ki, elismerve azt, hogy „a Borchgrevink által leküzdött nehézségeket korábban alábecsülték”. Ahogy megfogalmazták: „Csak Scott északi csapatának tapasztalatai után ismerték fel, hogy az Adare-fok térségében lehetetlen volt többet elérni, mint amit Borchgrevink megvalósított. Ekkor derült ki, hogy nem kezelték jelentőségéhez mérten a Southern Cross-expedíció úttörő munkáját, amelyet a brit lobogó alatt és egy brit támogató költségén hajtottak végre.”
Carsten Borchgrevink 1934. április 21-én halt meg Oslóban.

## Emlékezete

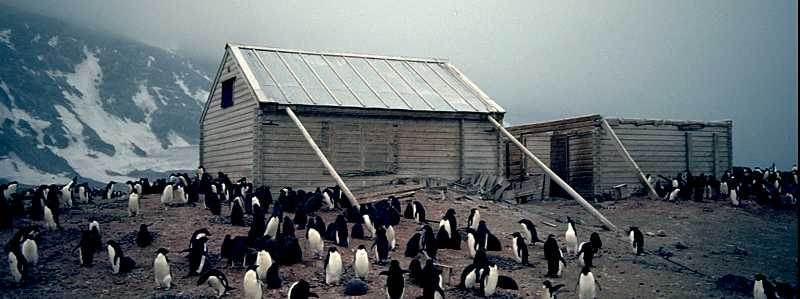
Borchgrevink kunyhói az Adare-fokon

Bár Borchgrevinket életében számos kritika érte, kétségtelen tény, hogy munkásságával és főként a Southern Cross-expedíció során megvalósított úttörő munkájával elévülhetetlen érdemeket szerzett az Antarktisz-kutatás területén. Ennek körében – többek között – elsőként bizonyította be a gyakorlatban, hogy egy expedíciós csapat, megfelelő előkészületekkel, képes áttelelni az antarktiszi szárazföldön, a Camp Ridley táborban létesített kunyhók voltak az első, ember alkotta építmények az Antarktikán, és elsőként használt kutyákat, szánokat és kajakokat déli-sarki körülmények között. A Ross-selfjég feltérképezése során elsőként jutott fel a Nagy jégfal felszínére, végső soron utat mutatva Amundsen déli-sarki expedíciójának.
Az Antarktiszon számos földrajzi hely őrzi Borchgrevink nevét, így a Borchgrevink-part a Viktória-földön, az Adare-fok és a Washington-fok között, a Borchgrevink-gleccser a Viktória-földön és a Borchgrevinkisen-gleccser a Maud királyné-földön. Róla nevezték el az apró antarktiszi halat, a Pagothenia borchgrevinkit is.
Az Adare-fokon Carsten Borchgrevink által emelt épületek még a mai napig is állnak, és nemzetközileg elismert történelmi helynek számítanak. Az új-zélandi Antarktiszi Örökség Alapítvány kezdeményezésére a tábor területe és az ott található épületek az Antarktisz-egyezmény alapján az Antarktisz kiemelten védett területének minősülnek (ASPA 159), amely az egyezmény szerinti legmagasabb védettségi szintet jelenti. Borchgrevink kunyhóinak maradványai Új-Zéland és az Egyesült Királyság javaslatára Történelmi hely vagy emlékmű minősítést kaptak (HSM 22), ugyanúgy, mint Nicolai Hanson sírja (HSM 23). A tábor területét és a kunyhókat az új-zélandi Antarktiszi Örökség Alapítvány kezeli. Borchgrevink kunyhóit 1990-ben eredeti formájukban helyreállították. A táborokban talált eredeti leleteket konzerválás céljából Új-Zélandra szállították.

## Kitüntetései és címei
| Állam                    | Kitüntetés                                      | Kitüntetés eredeti nyelven                                  | Időpont | Forrás |
| ------------------------ | ----------------------------------------------- | ----------------------------------------------------------- | ------- | ------ |
| Norvégia                 | Szent Olaf-rend lovagkeresztje                  | Den Kongelige Norske Sankt Olavs Orden                      | 1901    | [ 66 ] |
| Egyesült Királyság       | Skót Királyi Földrajzi Társaság Ezüst Érdemérem | Royal Scottish Geographical Society's Silver Medal          | 1904    | [ 2 ]  |
| Dánia                    | Dannebrog-rend lovagkeresztje                   | Dannebrogordenen                                            | 1906    | [ 66 ] |
| Osztrák–Magyar Monarchia | Ferenc József-rend középkeresztje               | Kaiserlich-Österreichische Franz-Joseph-Orden (Komturkreuz) | 1911    | [ 69 ] |
| Egyesült Királyság       | Királyi Földrajzi Társaság Védnöki Érem         | Royal Geographical Society's Patron's Medal                 | 1930    | [ 91 ] |